# Калько
Калько (італ. Calco) — муніципалітет в Італії, у регіоні Ломбардія,  провінція Лекко.
Калько розташоване на відстані близько 500 км на північний захід від Рима, 34 км на північний схід від Мілана, 15 км на південь від Лекко.

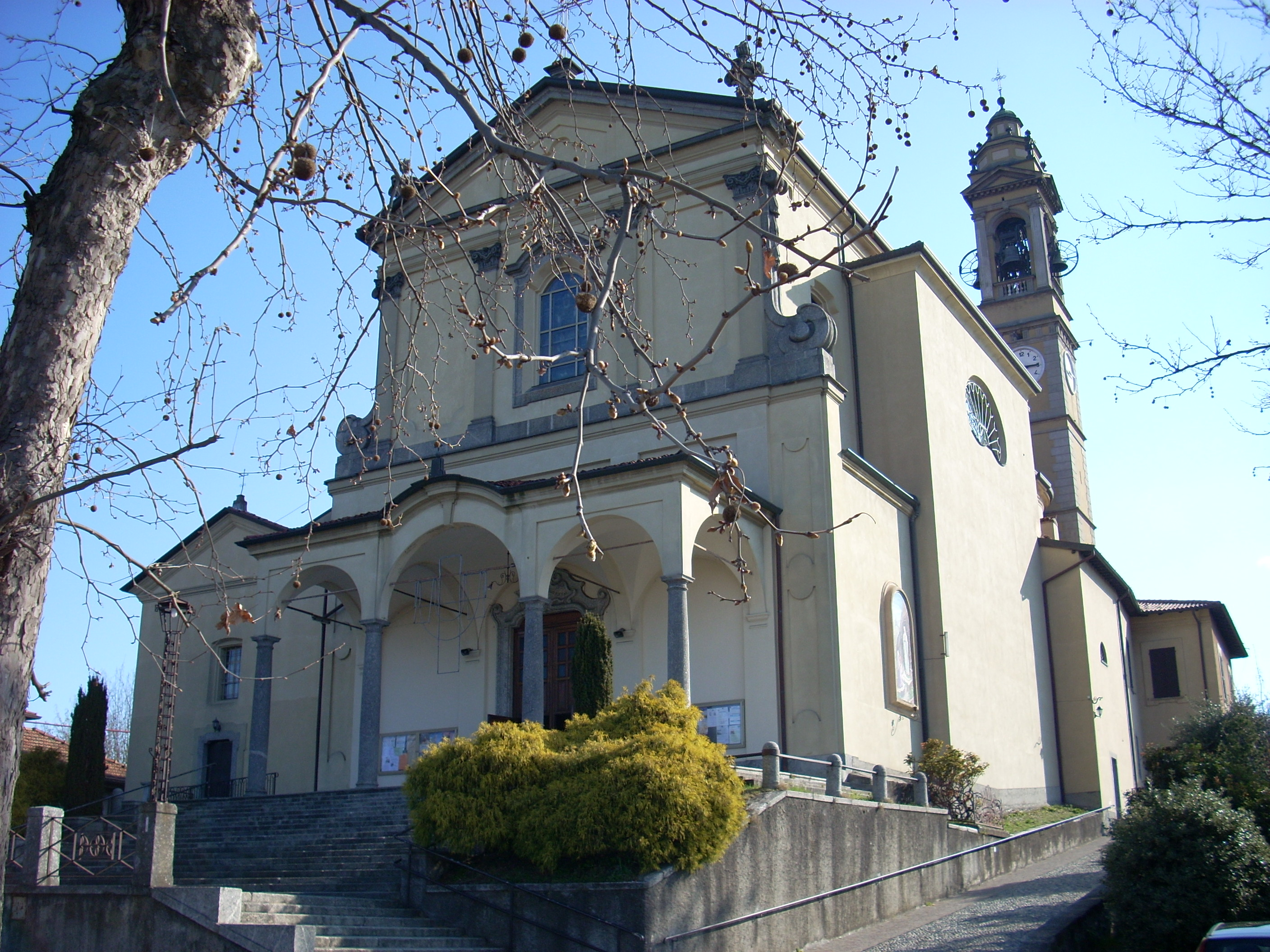

Населення — 5255 осіб (2014).
Покровитель — San Vigilio.

## Демографія
Населення за роками:

Станом на 1 січня 2023 року в муніципалітеті офіційно проживало 515 іноземців з 54 країн, серед них 127 громадян країн Євросоюзу та 12 громадян України.

## Сусідні муніципалітети
- Бривіо
- Імберсаго
- Мерате
- Ольджате-Мольгора